# Вывоз капитала
Вывоз капитала — экспорт капитала в другие страны государством, фирмами, физическими и юридическими лицами в любой форме (валютных средств, ценных бумаг, продукции, услуг, работ, прав интеллектуальной собственности и других неимущественных прав) с целью получения доходов от производственной и других форм хозяйственной деятельности и более выгодного их размещения и использования.
Не следует путать вывоз (экспорт) капитала и бегство капитала (стихийный, не регулируемый государством отток капитала обусловленный чаще всего внутриполитическими проблемами). Большие объёмы вывоза капитала характерны для всех стран с положительным сальдо торгового баланса (имеющих избыточный капитал) и напрямую от него зависят. К примеру, в Китае вывоз капитала достигает 1 триллиона долларов США в год.
Вызоз капитала может быть как легальным, так и нелегальным.